# Ruth Løjbert
Ruth Løjbert (1927 - 10. maj 1991) var en dansk kvindelige fagforeningsformand i KAD mellem 1978-1985, og medlem af Socialdemokratiets ligestillingsudvalg.